# جاکوپو کولتا
جاکوپو کولتا (انگلیسی: Jacopo Coletta؛ زادهٔ ۱۹ آوریل ۱۹۹۲) بازیکن فوتبال اهل ایتالیا است.